# 퓨가시티
통계역학에서 퓨가시티(영어: fugacity) 또는 휘산도(揮散度)는 통계역학적 계에서 계를 구성하는 입자가 계에 들어오기 쉬운 정도를 나타내는 스칼라 물리량이다. 화학 퍼텐셜과 온도의 비의 지수 함수다.

## 개념
퓨가시티라는 개념과 용어는 미국의 화학자 길버트 뉴턴 루이스가 도입하였다. 라틴어: fugiō 푸기오[*](도피하다)에서 유래하였다.
그는 먼저 혼합물로 이루어진 두 개 이상의 상이 평형상태에 있을 때, 서로 다른 상 사이에 물질이 이동하는 현상을 설명하기 위해 ‘이탈성향’이라는 용어를 사용했다. 루이스는 이탈성향의 개념을 온도와 열의 이동에 대한 관계를 통해 다음과 같이 설명했다.
두 개의 다른 물체가 인접해 있다고 하자. 만일 두 물체 사이에 열의 이동이 없다면, 열의 이동을 유발시키는 그 무엇이 두 물체에서 동일하기 때문이다. 또, 그 무엇의 양이 다르기 때문에 열의 이동이 일어나는 것이다. 이것을 온도라고 한다. 이것의 양에 비례해서 다른 곳으로 이동하려는 성질이 커지고 이 성질을 이탈성향이라고 한다. 온도가 높은 물질은 이탈성향이 높고, 반대로 온도가 낮은 물질은 이탈성향이 낮은 것이다. 물질의 이동에도 이탈성향을 적용할 수 있으며, 증발과 같은 경우에도 적용가능하다. ‘그 무엇’의 기준을 바꾸기만 한다면 된다. 그런데 증발과 증기압 같은 경우 이상기체가 아니라면 완전히 적용되지 않는다. 이상기체라면 온도가 같을 시 증기압=이탈성향이다. 하지만 실제 기체를 이룬다면 증기압은 액상으로부터 멀어지려는 값과 다른 값을 지니게 된다.

루이스는 이러한 물질의 이탈성향을 퓨개시티라고 명명했다. 퓨가시티의 개념을 한 마디로 말하자면 온도와 같은 개념이라고 할 수 있다.

## 정의
통계역학에서, 주위 환경과 입자 및 에너지를 교환하는 계의 앙상블은 큰 바른틀 앙상블이며, 그 큰분배 함수 {\displaystyle {\mathcal {Z}}}는 다음과 같은 꼴이다.
{\displaystyle {\mathcal {Z}}(z,V,T)=\sum _{N=0}^{\infty }z^{N}Z(N,V,T)=\sum _{N=0}^{\infty }\sum _{i}z^{N}\exp(-E_{i}/k_{\mathrm {B} }T)}.
여기서 {\displaystyle Z(N,V,T)}는 바른틀 앙상블의 분배 함수다. {\displaystyle k_{\mathrm {B} }}는 볼츠만 상수이고, {\displaystyle T}는 절대 온도이다. 여기서 매개변수 {\displaystyle z}를 퓨가시티라고 한다.
큰 바른틀 앙상블을 퓨가시티 대신 화학 퍼텐셜 {\displaystyle \mu }로 다음과 같이 쓰기도 한다.
{\displaystyle {\mathcal {Z}}(f,V,T)=\sum _{N=0}^{\infty }\exp(N\mu /k_{\mathrm {B} }T)Z(N,V,T)=\sum _{N=0}^{\infty }\sum _{i}\exp \left((N\mu -E_{i})/k_{\mathrm {B} }T\right)}.
따라서 퓨가시티 {\displaystyle z}와 화학 퍼텐셜 {\displaystyle \mu }와의 관계는 다음과 같다.
{\displaystyle z=\exp(\mu /k_{\mathrm {B} }T)}

## 상대 퓨가시티
물리화학에서는 "퓨가시티"라는 용어는 보통 상대 퓨가시티(relative fugacity) {\displaystyle f}를 일컫는다.
{\displaystyle f=f^{\circ }\exp \left[(\mu -\mu ^{\circ })/RT\right]}
여기서 {\displaystyle \mu ^{\circ }}는 주어진 기준 계의 화학 퍼텐셜이며, {\displaystyle f^{\circ }}는 기준 계의 압력이다. 기체의 경우, {\displaystyle \mu ^{\circ }}은 보통 압력이 100킬로파스칼 또는 1기압인 이상 기체의 화학 퍼텐셜이고, {\displaystyle f^{\circ }}은 마찬가지로 100킬로파스칼 또는 1기압으로 놓는다. 따라서, 화학에서 사용하는 퓨가시티는 압력의 단위를 가진다.
퓨가시티 계수(영어: fugacity coefficient) {\displaystyle \phi }는 상대 퓨가시티 {\displaystyle f}와 압력 {\displaystyle P}의 비율이다.
{\displaystyle \phi =f/P}
이는 물질이 기준 계와 얼마나 유사한지를 측정하며, 1에 가까울수록 기준 계와 더 가깝게 된다.

### 성질
온도 {\displaystyle T}를 고정시키고, 압력 {\displaystyle P}를 변화시킨다면, 상대 퓨가시티 {\displaystyle f}는 아래의 미분 관계식을 만족시킨다.
{\displaystyle \left({\frac {\partial }{\partial P}}\ln {\frac {f(P,T)}{f^{\circ }}}\right)_{T}={\frac {1}{RT}}\left({\frac {\partial \mu (P,T)}{\partial P}}\right)_{T}={\frac {1}{RT}}V_{\text{m}}(P,T)}
위 식에서 {\displaystyle G}는 기브스 자유 에너지이며, {\displaystyle R}는 기체 상수, {\displaystyle V_{\text{m}}(P,T)}는 몰부피이다.
같은 온도에서, 서로 다른 압력을 가진 상태에서의 상대 퓨가시티의 비율은 다음과 같다.
{\displaystyle {\frac {f(P_{2},T)}{f(P_{1},T)}}=\exp \left({\frac {1}{RT}}\int _{P_{1}}^{P_{2}}V_{\text{m}}(P',T)\,dP'\right)}

### 화학 퍼텐셜과의 관계
이상 기체의 경우
{\displaystyle V_{\text{m}}=RT/P}
이므로, 이상 기체의 화학 퍼텐셜은
{\displaystyle \mu -\mu ^{\circ }=\int _{P^{\circ }}^{P}(RT/P')\,dP'=RT\ln(P/P^{\circ })}
이다. 반면, 실제 기체의 화학 퍼텐셜은 다음과 같다.
{\displaystyle \mu -\mu ^{\circ }=RT\ln(f/f^{\circ })}
즉, 이상 기체의 경우 {\displaystyle \phi =1}이다.
매우 낮은 압력({\displaystyle P\to 0})에서는 모든 기체가 이상 기체에 근접하므로, 다음이 성립한다.
{\displaystyle \lim _{P\to 0}\phi (P,T)=1}

### 실제 기체의 퓨가시티
실제 기체의 퓨가시티를 계산하려면 위 공식들을 쉽게 적용시키기 힘들다. 대신 실제 기체의 상대 퓨가시티 {\displaystyle f}는 다음과 같은 함수 {\displaystyle \Phi }를 사용하여 계산할 수 있다.
{\displaystyle \Phi (P,T)=V_{\text{m}}(P,T)-RT/P}
여기서 {\displaystyle P}와 {\displaystyle T}는 각각 계의 압력과 온도이며, {\displaystyle R}는 기체 상수이다. {\displaystyle \Phi }는 압력과 온도를 측정하여 쉽게 계산할 수 있으며, 이상 기체의 경우 {\displaystyle \Phi =0}이다. 이 값을 등온 과정에서 각 압력에 대하여 측정한다면, 퓨가시티 계수 {\displaystyle \phi }는 다음과 같다.
{\displaystyle \ln \phi (P,T)={\frac {1}{RT}}\int _{0}^{P}\Phi (P',T)\,dP'}
만약 {\displaystyle \Phi }를 압력에 따라 크게 변하지 않는 상수로 근사할 수 있다면, 퓨가시티 계수는 다음과 같다.
{\displaystyle \phi =\exp(\Phi P/RT)}
{\displaystyle \Phi P\ll RT}라고 가정한다면, 테일러 급수로 전개하여 다음과 같이 근사할 수 있다.
{\displaystyle \phi =f/P\approx 1+\Phi P/RT=PV_{\text{m}}/RT}
즉, 상대 퓨가시티는 다음과 같다.
{\displaystyle f\approx {\frac {P^{2}V_{\text{m}}}{RT}}}

## 응용
퓨가시티는 고체·액체·기체의 평형 상태의 조합으로 구성된 다성분 평형을 다루는 데 유용하며, 또한 다양한 온도나 기압에서 다성분 조합의 마지막 상태나 상을 예측하는 도구로 쓰인다.
퓨가시티는 화학 퍼텐셜과 같은 정보를 담고 있지만, 매우 낮은 압력에서 화학 퍼텐셜은 음의 무한대로 발산하는 반면 퓨가시티 계수는 0으로 수렴하므로 다루기가 더 편하다.

## 같이 보기
- 열역학적 평형